# Mikwe (Hainsfarth)

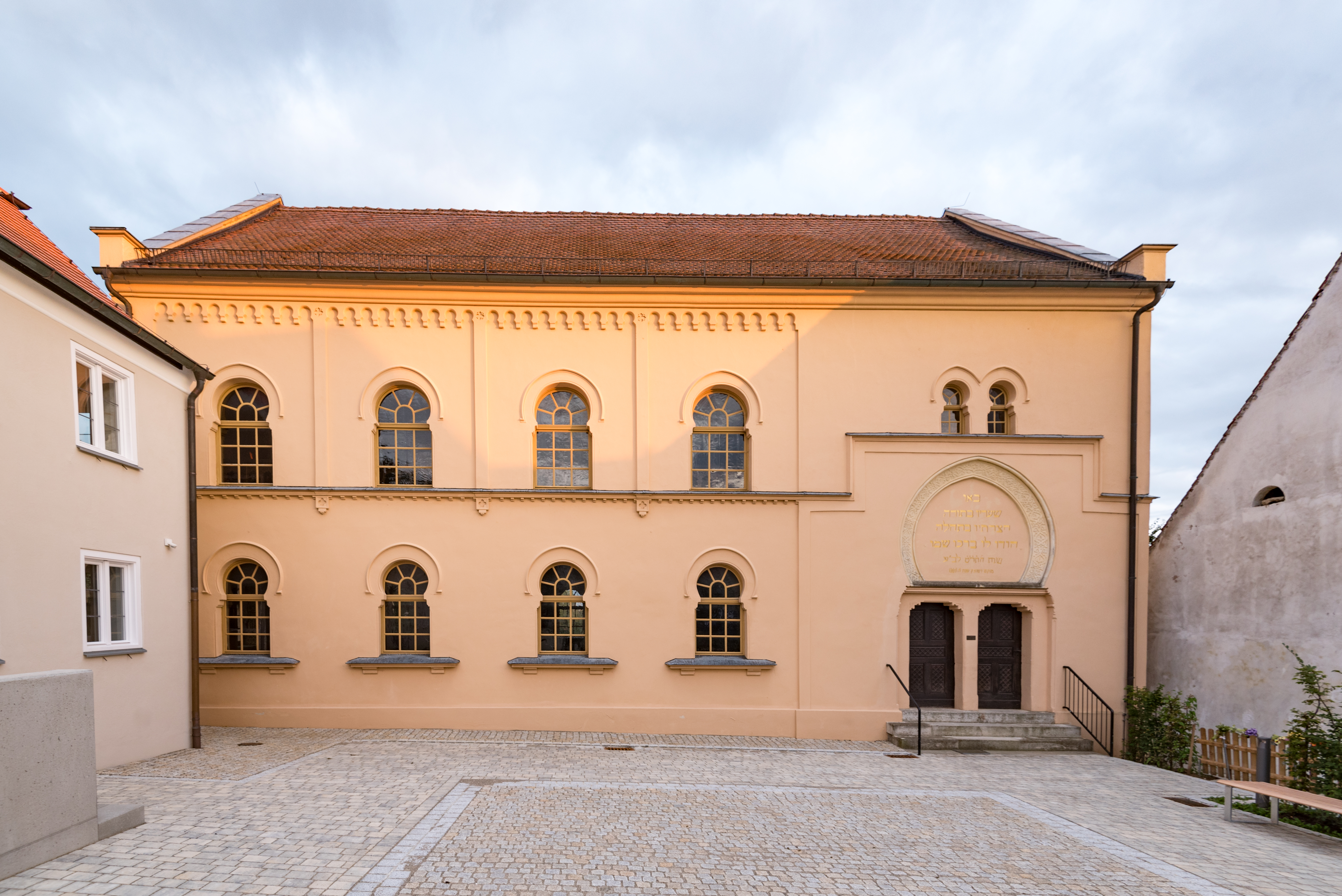
Synagoge in Hainsfarth im Jahr 2018, auf dem Bildvordergrund wurde die Mikwe ausgegraben

Die Mikwe in Hainsfarth, einer Gemeinde im schwäbischen Landkreis Donau-Ries, wurde im Jahr 2015 bei Sanierungsarbeiten vor der Hainsfarther Synagoge entdeckt.

## Beschreibung
Die Mikwe wurde im Jahr 2016 vom Landesamt für Denkmalpflege archäologisch untersucht und dokumentiert. Das rechteckige Tauchbecken mit den Außenmaßen von 4,16 × 1,96 Meter war noch bis zu einem Meter tief im Boden erhalten. Es bestand aus großen, trocken verlegten Kalksteinblöcken und konnte von Süden über eine Treppe betreten werden. Der obere Abschluss des Beckens sowie sämtliche Spuren des zugehörigen Gebäudes konnten nicht mehr aufgefunden werden.
Es handelt sich vermutlich um einen älteren Vorgängerbau einer bereits bekannten Mikwe aus dem Jahr 1829 im Bereich der heutigen Kohlgasse 7. Die ausgegrabenen Reste der Mikwe auf dem Synagogenvorplatz stammen vermutlich aus dem 17. Jahrhundert.

## Rekonstruktion
Die originalen Bauteile wurden am Fundort belassen und mit sterilem Material verfüllt, damit sie dauerhaft vor Schäden geschützt werden. Eine Rekonstruktion im Maßstab 1 : 1 steht am Platz der Mikwe. Ein modernes Treppenelement aus  Metall stellt die nicht mehr vollständig erhaltene Zugangstreppe dar. Zwei Informationstafeln erläutern in Text und Bild die Mikwe.